# Zürcher Gesetzessammlung
Die Zürcher Gesetzessammlung besteht aus der Offiziellen Sammlung (OS) und der Loseblattsammlung (LS) des Kantons Zürich.
Die OS ist die chronologische Sammlung des kantonalen Rechts. Es werden Erlasse kantonaler Anstalten mit generell-abstrakten Normen veröffentlicht, welche Personen Pflichten auferlegen oder Rechte einräumen oder die Organisation, die Zuständigkeit und die Aufgaben der Behörden oder das Verfahren regeln. Ihre Entsprechung auf Bundesebene ist die Amtliche Sammlung des Bundesrechts.
Die LS enthält das in der OS publizierte kantonale Recht nach Sachgebieten geordnet. Sie wird periodisch auf einen bestimmten Stichtag – in der Regel auf den 1. Januar, 1. April, 1. Juli und 1. Oktober – nachgeführt. Sie entspricht der Systematischen Sammlung des Bundesrechts auf Bundesebene.
Verantwortlich für die Herausgabe beider Sammlungen ist die Staatskanzlei. Gesetzliche Grundlagen sind das Publikationsgesetz sowie die dazugehörige Publikationsverordnung.
Seit 1999 publiziert die Zürcher Staatskanzlei die Gesetzessammlung mit dem aktuell gültigen Recht auch im Internet. Die gesamte Zürcher Gesetzessammlung seit 1803 steht über das Quickaccess-Angebot des Staatsarchivs Zürich im Volltext online zur Verfügung.

## Geschichte
Die erste Offizielle Gesetzessammlung des Kantons Zürich wurde in der Mediationszeit 1803 begonnen (heute als OS AF für «Alte Folge» bezeichnet). Nach sechs Bänden stellte man diese Reihe zu Beginn der Restauration 1814 ein; an ihre Stelle trat mit der Kantonsverfassung von 1814 eine «Neue Folge» (OS NF). Diese wurde ihrerseits nach vier Bänden beendet, als in Zürich die Regeneration einsetzte. Mit der liberalen Kantonsverfassung von 1831 begründete man die bis heute fortgeführte Reihe der OS.
Als Überblick über das noch gültige Recht wurde 1913/1914 das «Sammelwerk der Zürcherischen Gesetzgebung» (zitiert als Sa) publiziert. Es folgte 1961 die siebenbändige «Zürcher Gesetzessammlung» (zitiert als ZG) und 1981 die siebenbändige «Zürcher Gesetzessammlung» (zitiert als GS). Mit letzterer erhielten sämtliche noch gültigen Erlasse eine Ordnungsnummer. Diese bestimmt die systematische Einreihung innerhalb der 1993 eingeführten und seither ständig aktualisierten Loseblattsammlung (LS).